# تشارلز ويلسون (بحار)
تشارلز ويلسون (بالإنجليزية: Charles Wilson)‏ هو بحار أمريكي، (و. 1836  م).